# Jean Lucien Emile Herly

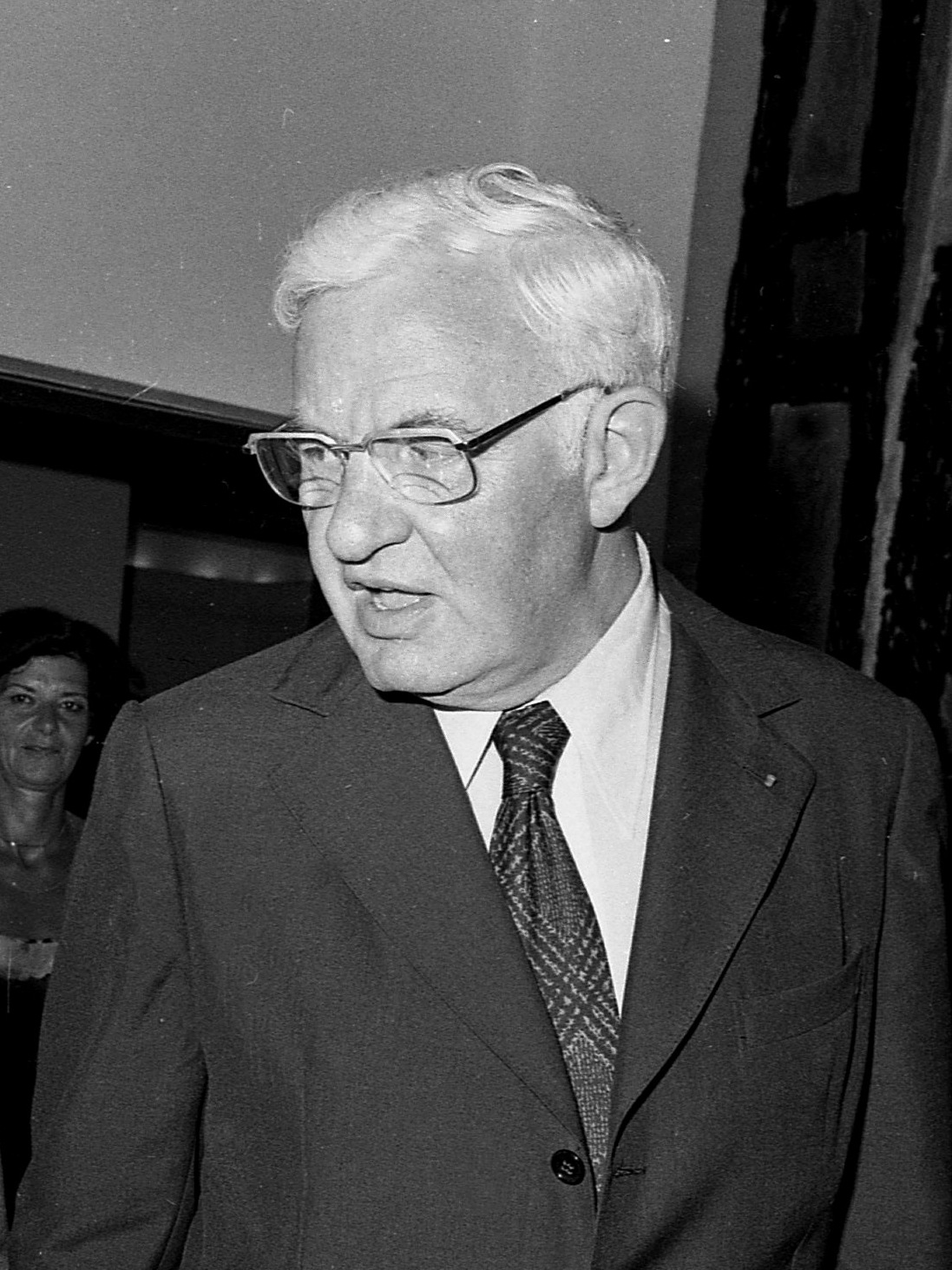
Jean Herly, 1977

Jean Lucien Emile Herly (* 15. September 1920 in Grosbliederstroff, Département Moselle; † 17. November 1998 in Bonn) war ein französischer Diplomat.

## Leben
Jean Herly heiratete am 8. Januar 1943 Marie-Louise Flahaut und war Generalkonsul in Algier.
1950 war Herly Botschafter von Monaco in Bern. 1962 war Herly französischer Generalkonsul in Oran und Algier.
1964 wurde Herly Exequatur in Düsseldorf erteilt.
Vom 14. Dezember 1966 bis 12. Mai 1969 war Jean Herly Botschafter in Bangui bei Jean-Bédel Bokassa, den die Fünfte Französische Republik unter Charles de Gaulle im November 1967 mit französischen Truppen, darunter Fremdenlegionäre, bei der Absicherung seines Terrorregimes unterstützte.
Nach dem Jom-Kippur-Krieg von 15. November 1973 bis 28. Dezember 1977 war er Botschafter in Tel Aviv.
Vom 24. Januar 1978 bis 12. Februar 1980 war Herly Botschafter bei König Hassan II. in Rabat. Hassan II. ließ einen Teil seiner Verschwundenen im Lager von Tazmamart am Fuße des Dschebel Layachi festhalten.
Vom Juli 1981 bis zu seinem Rücktritt am 16. September 1985 war Jean Herly Regierungschef von Monaco.

## Ehrungen (Auswahl)
- Kommandeur der Ehrenlegion
- Kommandeur des Ordre national du Mérite
- Großkreuz des Ordre national du Mérite
- Médaille coloniale
- Ordre des Arts et des Lettres
- Großoffizier  vom Orden des heiligen Karl
- Croix de guerre des Théâtres d’operations extérieurs